# Central Victoria Railway
| Transport des Zuckerrohrs vom Feld zur Fabrik |         |                      |                      |
| Historische Streckenverlaufskarte |         |                      |                      |
| Streckenlänge: | 51,3 km |                      |                      |
| Spurweite: | 700 mm  |                      |                      |
| |         |                      |                      |
| \| \| \| Playa de Victoria \| \| \| \| \| Zuckerohrfelder \| \| \| \| \| Mehrere Abzweigungen \| \| \| \| \| Ingenio Victoria \| \| \| \| \| Standseilbahn \| \| \| \| \| \| \| \| \| \| Iguara \| \| |         |                      |                      |
| Kopfbahnhof Streckenanfang (Strecke außer Betrieb) |         | Playa de Victoria    | Playa de Victoria    |
| Strecke (außer Betrieb) |         | Zuckerohrfelder      | Zuckerohrfelder      |
| Abzweig geradeaus und von links (Strecke außer Betrieb) · Strecke nach rechts (außer Betrieb) |         | Mehrere Abzweigungen | Mehrere Abzweigungen |
| Bahnhof (Strecke außer Betrieb) |         | Ingenio Victoria     | Ingenio Victoria     |
| |         | Standseilbahn        |                      |
| Kopfbahnhof Streckenende (Strecke außer Betrieb) |         |                      |                      |
| Bahnhof quer |         | Iguara               | Iguara               |

Die Central Victoria Railway bei Yaguajay in der Provinz Sancti Spíritus von Kuba war eine 51,3 km (31⅞ Meilen) lange Schmalspurbahn mit der ungewöhnlichen Spurweite von 700 mm.

## Streckenverlauf
Die Schmalspurbahn verlief von der Zuckerfabrik Central Victoria zur Playa de Victoria an der Nordküste, und es gab einige Abzweigungen in die Zuckerrohrfelder. Eine  mit einer Seilwinde betriebene Steilstrecke verband eine tiefer gelegene Ebene mit einem höher gelegenen Plateau.
Es gab Umladestationen an den Eisenbahnen von Yaguajay und Narcisa. Eine davon lag an der Cuban Northern Railway in der Stadt Iguara. Das Metergewicht der Schienen betrug 20 kg/m (40 Pfund/Yard).

## Schienenfahrzeuge
Die Bahn wurde um 1909 mit sechs Lokomotiven, 19 Flachwagen, 12 Güterwagen und 240 Zuckerrohr-Flachwagen betrieben. Eine der Lokomotiven war eine 2-8-0 Schmalspurbahnlokomotive der Baldwin Locomotive Works (BLW 13021/1892).